# Un fiocco nero per Deborah
Pour plus de détails, voir Fiche technique et Distribution.
Un fiocco nero per Deborah, parfois connu sous le titre Un ruban noir pour Deborah, est un film d'épouvante fantastique italien réalisé par Marcello Andrei et sorti en 1974.
Ce film de possession démoniaque rappelle Rosemary's Baby (1968) de Roman Polański, grand succès en salles qui a fait naître une série de films du même genre dans son sillage. Un fiocco nero per Deborah a été désavoué par son réalisateur qui a dénoncé un sabotage des producteurs.

## Synopsis
La jeune Deborah, heureusement mariée à un riche homme d'affaires, rêve d'avoir un enfant. Cependant, sa stérilité l'empêche de réaliser son rêve et la plonge dans un état de dépression majeur. Après avoir visité plusieurs orphelinats dans l'intention d'adopter un enfant, les procédures bureaucratiques complexes la convainquent de renoncer.
Malgré sa stérilité avérée, un jour Deborah s'avère être enceinte. Deborah, qui a toujours fait preuve d'un étrange pouvoir d'anticipation, commence dès lors à être suivie par un personnage féminin très étrange, qui s'appelle Mira. Son mari ne croit pas Deborah et personne ne semble avoir jamais vu la femme fantôme que Deborah décrit. Au fil des jours, la figure de Mira devient de plus en plus présente et, finalement, Deborah et Mira deviennent amies, se rencontrant dans les parcs de Rome, où elles passent de longues heures à discuter. Ce n'est qu'à la fin qu'ils se rendent compte que Mira est en fait morte quelques mois plus tôt à la suite d'un accident et qu'elle attendait un enfant. La situation se précipite rapidement, prenant des airs de possession diabolique.

## Fiche technique
- Titre original italien : Un fiocco nero per Deborah[2]
- Réalisation : Marcello Andrei
- Scenario : Marcello Andrei, Giuseppe Pulieri, Piero Regnoli
- Photographie :	Claudio Racca
- Montage : Gianni Oppedisano
- Musique : Albert Verrecchia
- Décors : Elena Ricci Poccetto (it)
- Société de production : Paola Film s.r.l.
- Pays de production :  Italie
- Langue originale : Italien
- Format : Couleurs - Son mono - 35 mm
- Durée : 110 minutes
- Genre : Film d'épouvante fantastique
- Dates de sortie :
  - Italie : 4 octobre 1974

## Distribution
- Bradford Dillman : Michel Lagrange
- Marina Malfatti : Deborah Lagrange
- Delia Boccardo : Mira
- Gig Young
- Micaela Esdra
- Lucretia Love
- Adriano Amidei Migliano
- Luigi Casellato
- Vittorio Mangano
- Mario Garriba
- Luigi Antonio Guerra
- Raffaele Di Marco
- Matilde Dell'Acqua
- Rita Lo Verde

## Production
Le réalisateur Marcello Andrei et ses co-auteurs ont initialement conçu le film avec l'idée originale d'une femme mourante qui transmet l'enfant qu'elle porte à une autre personne. Giuseppe Pulieri a déclaré que le scénario qu'il avait rédigé avait été saboté par une tentative des producteurs d'exploiter le film dans le cadre du genre « démoniaque » alors en vogue. Pulieri a ajouté que « le scénario est resté dans le tiroir pendant dix ans, j'ai même harcelé Raymond Stross pour qu'il le fasse, en vain... ils ont modifié l'histoire, insérant toutes les conneries habituelles : les sorcières, le sorcier, les effets spéciaux... ».
Le tournage du film a commencé le 13 mai 1974. 

## Exploitation
Un fiocco nero per Deborah est sorti dans les cinémas italiens le 26 septembre 1974. Il a rapporté un total de 118 676 000 lires au niveau national, passant presque inaperçu dans les salles. 